# 1853年
1853年（1853 ねん）は、西暦（グレゴリオ暦）による、土曜日から始まる平年。

## 他の紀年法
- 干支：癸丑
- 日本（天保暦）
  - 嘉永5年11月22日 - 嘉永6年12月2日
  - 皇紀2513年
- 清
  - 咸豊2年11月22日 - 咸豊3年12月2日
- 朝鮮

  - 李氏朝鮮 : 哲宗4年
  - 檀紀4186年
- 阮朝（ベトナム）
  - 嗣徳6年
- 仏滅紀元：2395年 - 2396年
- イスラム暦：1269年3月20日 - 1270年3月30日
- ユダヤ暦：5613年4月21日 - 5614年3月30日
- 修正ユリウス日(MJD)：-2146 - -1782
- リリウス日(LD)：98695 - 99059

※皇紀は、太陽暦採用と共に1873年に施行された。

※檀紀は、大韓民国で1948年9月25日に法的根拠を与えられたが、1961年年号廃止の法令を制定に伴い、1962年1月1日からは公式な場での使用禁止。

## カレンダー
| 1月 |    |    |    |    |    |    |
| 日  | 月 | 火 | 水 | 木 | 金 | 土 |
|     |    |    |    |    |    | 1  |
| 2   | 3  | 4  | 5  | 6  | 7  | 8  |
| 9   | 10 | 11 | 12 | 13 | 14 | 15 |
| 16  | 17 | 18 | 19 | 20 | 21 | 22 |
| 23  | 24 | 25 | 26 | 27 | 28 | 29 |
| 30  | 31 |    |    |    |    |    |
|     |    |    |    |    |    |    |

| 2月 |    |    |    |    |    |    |
| 日  | 月 | 火 | 水 | 木 | 金 | 土 |
|     |    | 1  | 2  | 3  | 4  | 5  |
| 6   | 7  | 8  | 9  | 10 | 11 | 12 |
| 13  | 14 | 15 | 16 | 17 | 18 | 19 |
| 20  | 21 | 22 | 23 | 24 | 25 | 26 |
| 27  | 28 |    |    |    |    |    |
|     |    |    |    |    |    |    |

| 3月 |    |    |    |    |    |    |
| 日  | 月 | 火 | 水 | 木 | 金 | 土 |
|     |    | 1  | 2  | 3  | 4  | 5  |
| 6   | 7  | 8  | 9  | 10 | 11 | 12 |
| 13  | 14 | 15 | 16 | 17 | 18 | 19 |
| 20  | 21 | 22 | 23 | 24 | 25 | 26 |
| 27  | 28 | 29 | 30 | 31 |    |    |
|     |    |    |    |    |    |    |

| 4月 |    |    |    |    |    |    |
| 日  | 月 | 火 | 水 | 木 | 金 | 土 |
|     |    |    |    |    | 1  | 2  |
| 3   | 4  | 5  | 6  | 7  | 8  | 9  |
| 10  | 11 | 12 | 13 | 14 | 15 | 16 |
| 17  | 18 | 19 | 20 | 21 | 22 | 23 |
| 24  | 25 | 26 | 27 | 28 | 29 | 30 |
|     |    |    |    |    |    |    |

| 5月 |    |    |    |    |    |    |
| 日  | 月 | 火 | 水 | 木 | 金 | 土 |
| 1   | 2  | 3  | 4  | 5  | 6  | 7  |
| 8   | 9  | 10 | 11 | 12 | 13 | 14 |
| 15  | 16 | 17 | 18 | 19 | 20 | 21 |
| 22  | 23 | 24 | 25 | 26 | 27 | 28 |
| 29  | 30 | 31 |    |    |    |    |
|     |    |    |    |    |    |    |

| 6月 |    |    |    |    |    |    |
| 日  | 月 | 火 | 水 | 木 | 金 | 土 |
|     |    |    | 1  | 2  | 3  | 4  |
| 5   | 6  | 7  | 8  | 9  | 10 | 11 |
| 12  | 13 | 14 | 15 | 16 | 17 | 18 |
| 19  | 20 | 21 | 22 | 23 | 24 | 25 |
| 26  | 27 | 28 | 29 | 30 |    |    |
|     |    |    |    |    |    |    |

| 7月 |    |    |    |    |    |    |
| 日  | 月 | 火 | 水 | 木 | 金 | 土 |
|     |    |    |    |    | 1  | 2  |
| 3   | 4  | 5  | 6  | 7  | 8  | 9  |
| 10  | 11 | 12 | 13 | 14 | 15 | 16 |
| 17  | 18 | 19 | 20 | 21 | 22 | 23 |
| 24  | 25 | 26 | 27 | 28 | 29 | 30 |
| 31  |    |    |    |    |    |    |
|     |    |    |    |    |    |    |

| 8月 |    |    |    |    |    |    |
| 日  | 月 | 火 | 水 | 木 | 金 | 土 |
|     | 1  | 2  | 3  | 4  | 5  | 6  |
| 7   | 8  | 9  | 10 | 11 | 12 | 13 |
| 14  | 15 | 16 | 17 | 18 | 19 | 20 |
| 21  | 22 | 23 | 24 | 25 | 26 | 27 |
| 28  | 29 | 30 | 31 |    |    |    |
|     |    |    |    |    |    |    |

| 9月 |    |    |    |    |    |    |
| 日  | 月 | 火 | 水 | 木 | 金 | 土 |
|     |    |    |    | 1  | 2  | 3  |
| 4   | 5  | 6  | 7  | 8  | 9  | 10 |
| 11  | 12 | 13 | 14 | 15 | 16 | 17 |
| 18  | 19 | 20 | 21 | 22 | 23 | 24 |
| 25  | 26 | 27 | 28 | 29 | 30 |    |
|     |    |    |    |    |    |    |

| 10月 |    |    |    |    |    |    |
| 日   | 月 | 火 | 水 | 木 | 金 | 土 |
|      |    |    |    |    |    | 1  |
| 2    | 3  | 4  | 5  | 6  | 7  | 8  |
| 9    | 10 | 11 | 12 | 13 | 14 | 15 |
| 16   | 17 | 18 | 19 | 20 | 21 | 22 |
| 23   | 24 | 25 | 26 | 27 | 28 | 29 |
| 30   | 31 |    |    |    |    |    |
|      |    |    |    |    |    |    |

| 11月 |    |    |    |    |    |    |
| 日   | 月 | 火 | 水 | 木 | 金 | 土 |
|      |    | 1  | 2  | 3  | 4  | 5  |
| 6    | 7  | 8  | 9  | 10 | 11 | 12 |
| 13   | 14 | 15 | 16 | 17 | 18 | 19 |
| 20   | 21 | 22 | 23 | 24 | 25 | 26 |
| 27   | 28 | 29 | 30 |    |    |    |
|      |    |    |    |    |    |    |

| 12月 |    |    |    |    |    |    |
| 日   | 月 | 火 | 水 | 木 | 金 | 土 |
|      |    |    |    | 1  | 2  | 3  |
| 4    | 5  | 6  | 7  | 8  | 9  | 10 |
| 11   | 12 | 13 | 14 | 15 | 16 | 17 |
| 18   | 19 | 20 | 21 | 22 | 23 | 24 |
| 25   | 26 | 27 | 28 | 29 | 30 | 31 |
|      |    |    |    |    |    |    |

## できごと

### 1月
- 1月12日 - 太平天国の乱: 太平軍が武昌を占領。
- 1月19日 - ヴェルディ「イル・トロヴァトーレ」初演。

### 2月
- 2月22日 - セントルイス・ワシントン大学創立。

### 3月
- 3月4日 - フランクリン・ピアースがアメリカ合衆国14代大統領に就任。
- 3月20日 - 太平天国の乱: 太平軍が南京を占領

### 4月
- 4月1日 - アジア初となるインド鉄道が開業。

### 5月
- 5月26日（嘉永6年4月19日） - ペリー提督らの黒船、那覇来航。

### 7月
- 7月8日（嘉永6年6月3日） - ペリーら浦賀へ来航(黒船来航)。
- 7月11日（嘉永6年6月6日） - 蒸気船ミシシッピーが江戸湾深部に進航したため、幕府は国書の受領を決定。
- 7月14日（嘉永6年6月9日） - ペリーら久里浜に上陸、親書・信任状などを手交。
- 7月14日（嘉永6年6月9日） - ニューヨーク万国博覧会開幕、会期は翌年の11月1日まで。
- 7月17日（嘉永6年6月12日） - ペリー率いるアメリカ艦隊が江戸幕府からの国書回答猶予要請を受けて浦賀を出港。
- 7月27日（嘉永6年6月22日） -12代将軍徳川家慶没。

### 8月
- 8月22日（嘉永6年7月18日） - プチャーチンが軍艦四隻を率いて長崎に入港。
- 8月24日 - ジョージ・クラムがポテトチップスを発明したとされる。

### 10月
- 10月4日 - オスマン帝国がロシアに宣戦布告（クリミア戦争）。
- 10月12日 - プチャーチンがペリーに同盟を書翰で打診、ペリーは拒絶。
- 10月19日（嘉永6年9月15日） - 大船建造の禁解かれる

### 11月
- 11月23日（嘉永6年10月23日） - 徳川家定第13代将軍に就任。
- 11月23日 - プチャーチンが長崎を出港（翌1月3日再入港）。
- 11月30日 - シノープの海戦

### 12月
- 12月30日 - 米墨間で国境条約調印。

## 誕生
- 1月10日 - ジョン・マーチン・シェバーリ、天文学者（+ 1924年）
- 1月27日 - ヨハネス・ユストゥス・ライン、地理学者（+ 1918年）
- 1月28日 - ホセ・マルティ、キューバの革命家・作家（+ 1895年）
- 1月29日（嘉永5年12月20日） - 北里柴三郎、医学者・細菌学者（+ 1931年）
- 2月18日 - アーネスト・フェノロサ、哲学者・美術史家（+ 1908年）
- 3月12日（嘉永6年2月3日）- 小泉信吉、教育者（+ 1894年）
- 3月13日（嘉永6年2月4日）- 金子堅太郎、政治家（+ 1942年）
- 3月14日 - フェルディナント・ホドラー、画家（+ 1918年）
- 3月25日 - モザッファロッディーン・シャー、ペルシャのシャー（+ 1907年）
- 3月27日（嘉永6年2月18日）- 下山順一郎、薬学者（+ 1912年）
- 3月30日 - フィンセント・ファン・ゴッホ、画家（+ 1890年）
- 3月31日 - マクシミリアン・シュヴェードラー、フルート奏者（+ 1940年）
- 4月4日 - タッド・リンカーン、第16代アメリカ合衆国大統領エイブラハム・リンカーンの四男（+ 1871年）
- 4月7日 - レオポルド、オールバニ公（+ 1884年）
- 5月24日 - 飯村丈三郎、教育者、実業家、政治家（+ 1927年）
- 5月28日 - カール・ラーション、画家（+ 1919年）
- 6月21日（嘉永6年5月15日） - 依田勉三、北海道開拓者（+ 1925年）
- 7月4日 - エルンスト・オットー・ベックマン、化学者（+ 1923年）
- 7月5日 - セシル・ローズ、政治家（+ 1902年）
- 7月18日 - ヘンドリック・ローレンツ、物理学者（+ 1928年）
- 7月24日 - ウィリアム・ジレット、俳優（+ 1937年）
- 7月25日 - デーヴィッド・ベラスコ、劇作家・演出家（+ 1931年）
- 7月30日（嘉永6年6月25日） - 新井晴簡、陸軍中将（+ 1906年）
- 8月28日 - ウラジーミル・シューホフ、建築家（+ 1939年）
- 8月28日 - フランツ1世、リヒテンシュタイン公（+ 1938年）
- 9月2日 - ヴィルヘルム・オストヴァルト、化学者（+ 1932年）
- 9月16日 - アルブレヒト・コッセル、医学者（+ 1927年）
- 9月20日 - ラーマ5世、タイ王国のチャクリー王朝第5代国王（+ 1910年）
- 9月21日 - エドモンド・レイトン、画家（+ 1922年）
- 9月21日 - ヘイケ・カメルリング・オネス、物理学者（+ 1926年）
- 10月17日 - マリア・アレクサンドロヴナ、ザクセン＝コーブルク＝ゴータ公アルフレートの妃（+ 1920年）
- 10月26日（嘉永6年9月24日）- 徳川昭武、第11代水戸藩主（+ 1910年）
- 12月5日（嘉永6年11月5日） - 緒方正規、医学者（+ 1919年）
- 12月21日（嘉永6年11月21日）- 野田卯太郎、政治家（+ 1927年）
- 12月23日 - ウィリアム・ヘンリー・ムーディ、第45代アメリカ合衆国司法長官（+ 1917年）
- 月日不詳 - フサイン・イブン・アリー、マッカのシャリーフ（+ 1931年）

### 日付不詳
- 青木重義
- 阿部周吉
- 安東貞美
- 池田長準
- 池田政和
- 石橋絢彦
- 井上幹
- 鵜飼退蔵
- 梅沢道治
- 卜部兵吉
- 江川英武
- 江木千之
- 江南哲夫
- 大蔵平三
- 大橋利左衛門
- 大山綱昌
- 小笠原貞信
- 沖田芳次郎
- 奥村栄滋
- 小倉鋲一郎
- 小山内鉄弥
- 織田信敏
- イワン・オボレンスキー
- チャールズ・カーティス
- チャールズ・カーマイケル・ラケータ
- 桂梅枝
- 桂仁左衛門
- 嘉納治郎右衛門
- フェルディナンド・カルシュ
- チャールズ・ガルスト
- テレサ・カレーニョ
- 北尾次郎
- ニコライ・キバリチチ
- 肝付兼行
- 草間時福
- 国司純行
- イヴァン・クノル
- マルティン・クラウゼ
- 倉富勇三郎
- ハンス・クリスチャン・グラム
- 栗塚省吾
- 栗本東明
- イオン・クルチェル
- ハンス・ケスラー
- 鯉沼九八郎
- ウラジーミル・ココツェフ
- 小坂善之助
- 告森良
- 後藤牧太
- 駒井重格
- ヤコブ・ゴルディン
- ウラジミール・コロレンコ
- 酒井忠篤
- 坂崎紫瀾
- 坂本直寛
- 佐々城豊寿
- 佐藤百太郎
- ヴワディスワフ・レオン・サピェハ
- 沢茂吉
- 志賀直温
- 柴四朗
- ドミトリー・シピャーギン
- 錫良
- カタリーナ・シュラット
- 松旭斎天一
- エミール・シェーグレン
- 鈴木定直
- 須田辰次郎
- フレデリック・ウィリアム・ストレンジ
- 諏訪忠礼
- 瀬川浅
- 曽禰達蔵
- ウラジーミル・ソロヴィヨフ
- 高木正善
- 高崎親章
- 高橋亦助
- 武田秀山
- 田中源太郎
- 谷村計介
- ジョン・タンストール
- 張謇
- 陳三立
- 津軽薫
- レオ・アントン・カール・デ・バル
- ウィリアム・S・テイラー
- サーラダー・デーヴィー
- アンリ・デランドル
- 手塚猛昌
- テューラ・ア・ダンマーク
- 寺田甚与茂
- 東海散士
- エリフ・トムソン
- 鳥居忱
- 中井芳楠
- 中村純九郎
- 中山孝麿
- 双木八郎
- ジャン・ルイ・ニコデ
- ニコラ
- 西岡常吉
- 新田貞觀
- 新田貞善
- ジョージ・ウィリアム・ノックス
- 野口シカ
- ジョン・ウェズリー・ハーディン
- ハワード・パイル
- エミール・ハウスクネヒト
- 莫栄新
- 橋口文蔵
- 橋本昌禎
- 蜂須賀随子
- 浜岡光哲
- 林忠正
- 原胤昭
- アレッサンドロ・パリゾッティ
- ウィリアム・ハルゼー・シニア
- 東恩納寛量
- 日高秩父
- フリンダーズ・ピートリー
- 日根野要吉郎
- 日原昌造
- ホーレス・フィリップス
- 福井銑吉
- フサイン・カーミル
- 藤波言忠
- アーサー・フット
- アレクセイ・ブルシーロフ
- フリードリヒ・フォン・プルタレス
- アドルフ・フルトヴェングラー
- フリッツ・フォン・ベロウ
- ソフィア・ペロフスカヤ
- ジュゼッピーナ・ボツァッキ
- アーサー・マイケル
- アレクシウス・マイノング
- 前田黙鳳
- 松野クララ
- 松村務本
- 間部詮道
- 真野観我
- シャルル・マレーブ
- ミゲル2世・デ・ブラガンサ
- パーヴェル・ミシチェンコ
- 御牧現喜
- ウィロビー・D・ミラー
- カールリス・ミーレンバハス
- 村岡範為馳
- 村松亀一郎
- 目賀田種太郎
- アンドレ・メサジェ
- ヴィクター・メトカーフ
- 本山彦一
- 山口半七
- 山根武亮
- 吉井信謹
- ヨハン・ヨハンソン

## 死去
- 1月7日 - ロバート・ルーカス、オハイオ州知事（* 1781年）
- 1月8日（嘉永5年11月29日）- 椎原政佐、西郷隆盛の母（* 生年不詳）
- 1月11日（嘉永5年12月2日）- 徳川治寶、第10代紀州藩主（* 1771年）
- 1月16日（嘉永5年12月7日）- 西沢一鳳、歌舞伎狂言作者、考証家（* 1802年）
- 1月16日 - ラニエーリ・ダズブルゴ、ロンバルド＝ヴェネト副王（* 1783年）
- 1月16日 - マッテオ・カルカッシ、作曲家（* 1792年）
- 2月1日 - ニルス・ブロメール、画家（* 1816年）
- 3月17日 - クリスチャン・ドップラー、オーストリアの物理学者・数学者（* 1803年）
- 4月18日 - ウィリアム・R・キング、第13代アメリカ合衆国副大統領（* 1786年）
- 4月27日（嘉永6年3月20日）- 中林竹洞、文人画家（* 1776年）
- 4月28日 - ルートヴィヒ・ティーク、ドイツの作家・詩人・編集者（* 1773年）
- 7月27日（嘉永6年6月22日） - 徳川家慶、江戸幕府第12代征夷大将軍（* 1793年）
- 9月10日（嘉永6年8月8日） - 松前昌広、蝦夷地松前藩第11代藩主（*1825年）
- 9月13日 - ゲオルク・アンドレアス・ガプラー、哲学者（* 1786年）
- 10月2日 - フランソワ・アラゴ、フランスの物理学者・数学者・天文学者（* 1786年）
- 10月3日 - ジョルジュ・オンスロー、作曲家（* 1784年）
- 10月5日 - マーロン・ディカーソン、アメリカ合衆国海軍長官（* 1770年）
- 10月13日 - ヤン・コック・ブロンホフ、オランダのカピタン（* 1779年）
- 10月30日 - ピエトロ・ライモンディ、作曲家（* 1786年）
- 11月11日 - デイヴィッド・ヘンショウ、アメリカ合衆国海軍長官（* 1791年）
- 11月15日 - マリア2世、ポルトガル女王（* 1819年）
- 日付不詳 - 光崎検校、京都の盲人音楽家（地歌・箏曲家）（*生年不詳）